# Петер Гандке
Пе́тер Га́ндке (нім. Peter Handke, нар. 6 грудня 1942, Альтенмаркт, Ґріффен, Каринтія) — австрійський письменник і перекладач, нагороджений багатьма преміями. Лауреат Нобелівської премії за 2019 рік.
Один із найвідоміших у світі сучасних австрійських літераторів. Критикуючи рутинне красне письменство й шаблонне мислення, він наголошував на протиставленні індивіда й навколишнього світу. Став відомим наприкінці 1960-х — на початку 1970-х насамперед завдяки творам «Наруга над публікою» і «Страх воротаря перед пенальті». У ставленні до Югославських війн Гандке займав просербську позицію. Розголос і неоднозначну реакцію викликали його критика позиції західних політиків у цьому питанні, виступи проти бомбардування Югославії силами НАТО в 1999 році, а також промова на похороні Слободана Мілошевича.

## Життєпис

### 1942—1945: народження і роки війни
Петер Гандке народився 6 грудня 1942 року в домі свого діда — Ґреґора Зіуца. 9 грудня новонародженого охрестили в монастирській католицькій церкві Успіння Богородиці. Мати майбутнього письменника — Марія Гандке, уроджена Сівец (1920–1971), була каринтійська словенка. 1942 року вона познайомилася з майбутнім біологічним Петеровим батьком, німецьким банкіром Еріхом Шенеманном, уже одруженим чоловіком, що служив солдатом у Каринтії, і завагітніла від нього. Ще перед народженням сина Марія вийшла заміж за берлінця, трамвайного кондуктора, а на той час військовослужбовця вермахту, Адольфа Бруно Гандке († 1988). Про свого біологічного батька Петер Гандке дізнався незадовго перед тим, як здобув середню освіту.
Родину Петера Гандке майже не зачепила Друга світова війна. Тільки перед самим кінцем війни відчувся її вплив. Корінних словенців депортовано в концентраційні табори, а Каринтія стала районом бойових дій словенських партизанів. Коли починалося бомбардування, жителі Ґріффена ховалися не в бомбосховищах, а в печерах.

### 1945—1948: Берлін і повернення до Ґріффена
Родина поселилась у дільниці Панков, яка тоді належала до радянської зони окупації Берліна. В Адольфа Гандке не було постійної роботи, і політична ситуація не давала надії на поліпшення. 24 червня 1948 року в Берліні запровадили блокаду, а незадовго перед тим чотири члени родини Гандке (Петерова сестра Моніка народилася 7 серпня 1947 року) на світанку сіли в поїзд і поїхали до Ґріффена. Через те, що не було паспортів, довелося перебратися через німецько-австрійський кордон у вантажівці. Згодом Петер Гандке не міг не згадати цієї пригоди. 1957 року в шкільному творі він докладно описав обставини повернення на батьківщину.

### 1948—1954: життя і перші шкільні роки в Ґріффені

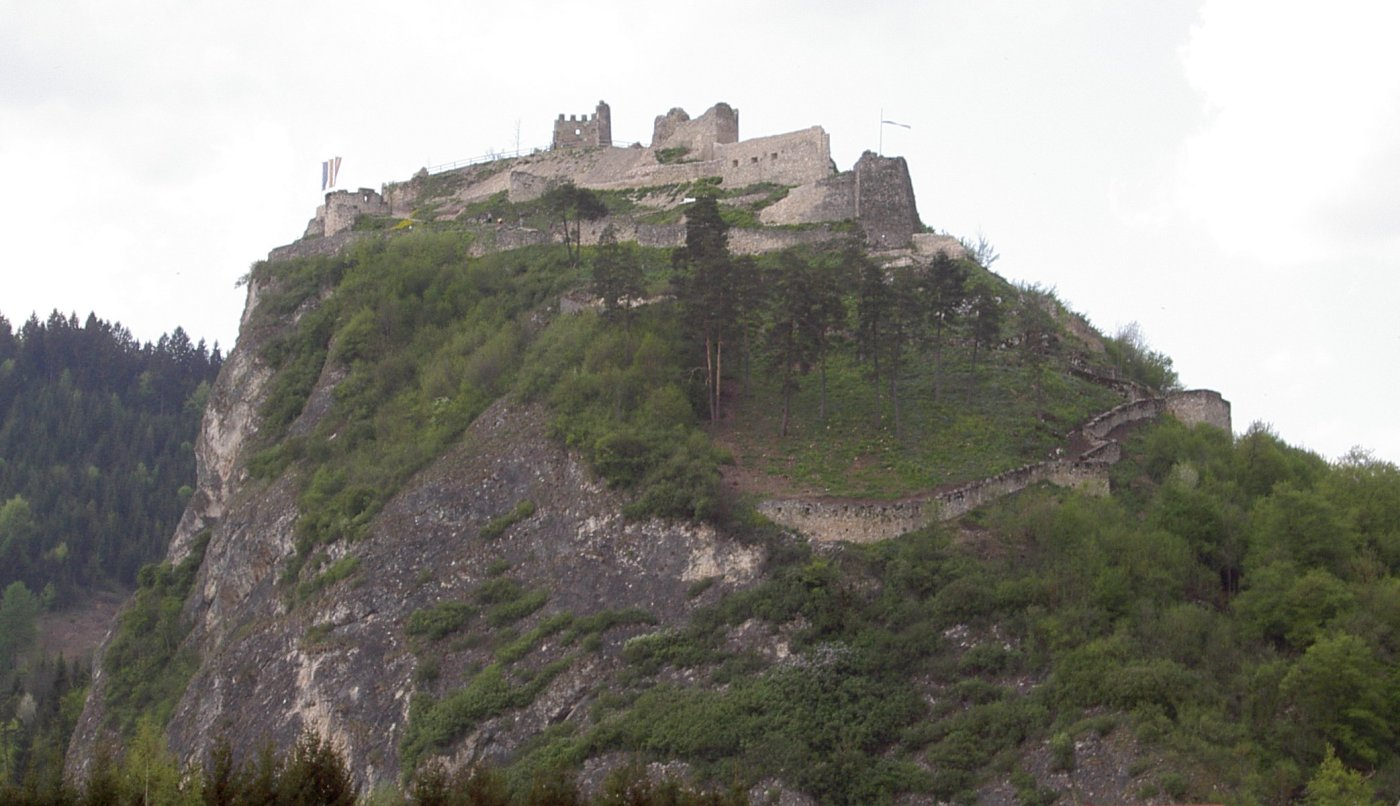
Руїни замку в Ґріффені.

У Ґріффені шестилітньому Петеру було важко знайти спільну мову з дітьми ще й через свою берлінську говірку. І донині він рідко вдається до каринтійського діалекту, переважно послуговується літературною мовою.
Якийсь час Адольф Гандке діставав допомогу як безробітний, але щораз більше грошей витрачав на спиртне і дедалі частіше сварився з жінкою. Нарешті він найнявся до свого шурина Ґеорґа Зіуца. У селищі, де тон задавали церковники й місцеві поміщики, Адольф належав до найбідніших. Згодом Петер Гандке сам себе назвав «син халупника» (Kleinhäuslersohn).
Попри всі прикрощі, Петер виростав у провінційному ідилічному світі, у якому низкою йшли робота, відвідування церкви, прогулянки, свята убою свиней та картярські ігри. Багато з цих вражень Гандке передав у своїх творах. Наприклад, його перший роман «Шершні» мальовничо описує сільське життя.
13 вересня 1948 року Петер пішов до місцевої початкової школи й відвідував її до 14 вересня 1952 року. Закінчивши четвертий клас, він два роки — до 10 липня 1954-го — навчався в Ґріффенській неповній середній школі для хлопців і дівчат і діставав добрі та відмінні оцінки. Тоді вступив у католицьку гуманітарну гімназію в Танценберґу. 7 липня 1954 року Петер успішно склав вступний іспит, але з поради викладача цієї гімназії пішов не в належний третій клас, а в другий, бо майже не знав латинської мови. Всі роки навчання він жив у гуртожитку при гімназії.

### 1954—1959: гімназія в Танценберґу

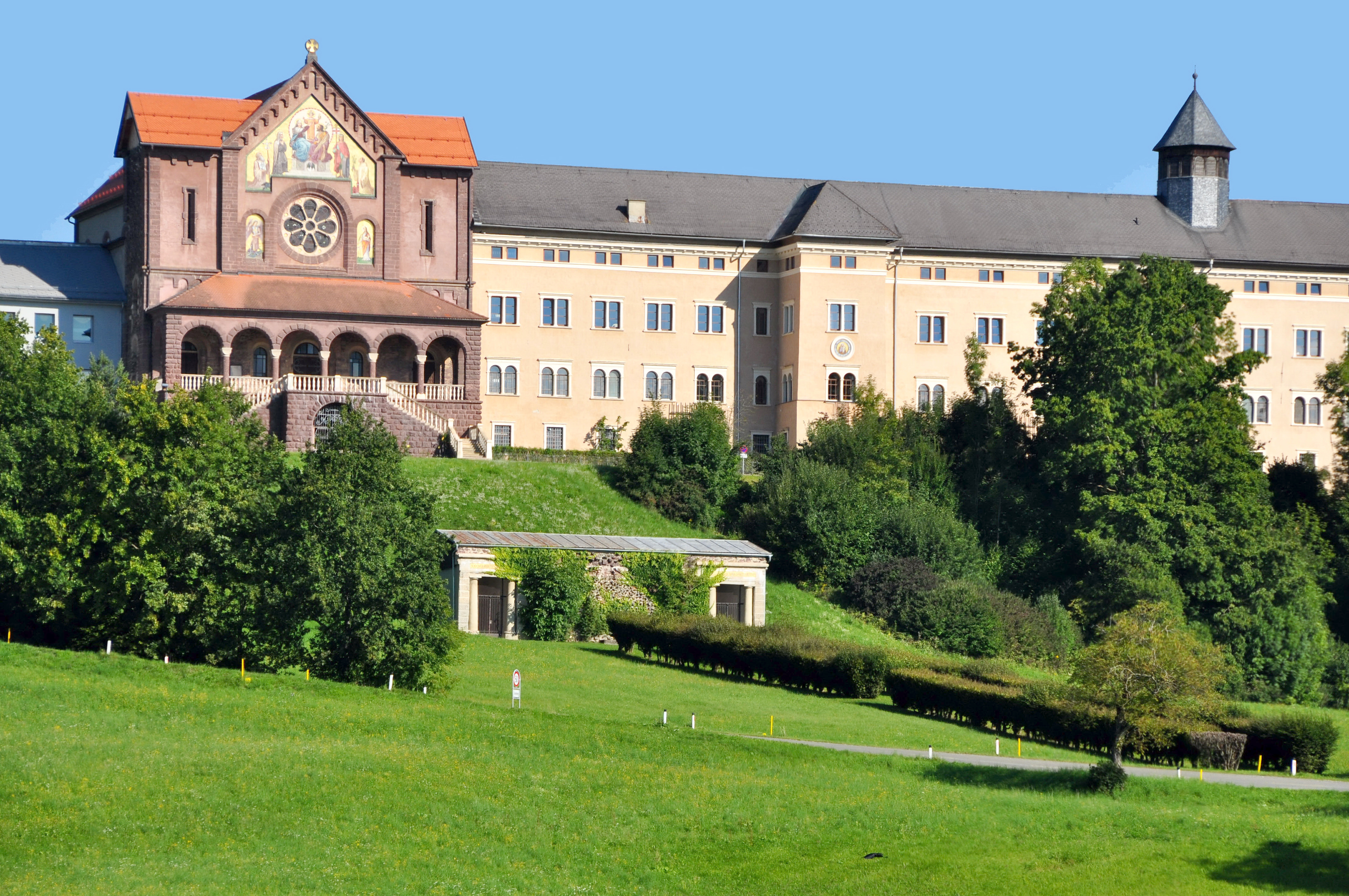
Замок і церква святих Флоріана та Йосифа в Танценберґу.

Невдовзі після початку навчання Петер Гандке написав твір на шістнадцяти сторінках під назвою «Моє життя. Частина 2», чим показав свою схильність до літературної творчості. Вчився він на «відмінно». У гімназії велику увагу приділяли викладанню латинської, грецької й англійської мов. Один рік тут вивчали італійську та словенську мови, а два роки — стенографію. У Петера склалися приязні стосунки з учителем Райнгардом Музаром, який викладав німецьку й англійську мови, а у 1957 році став його класним керівником. Музар бачив хист цього учня й заохочував його до писання. Удвох на прогулянках вони обговорювали Петерові твори, які потім публікувалися в гімназіальній газеті Fackel («Факел»). Згодом Музар вплинув на вибір професії Петера Гандке, порадивши вступити на юридичний факультет. Мотивував це тим, що на цьому факультеті річну навчальну програму можна засвоїти за кілька місяців, а решту часу — віддавати літературній творчості.

### 1959—1961: навчання в Клаґенфурті

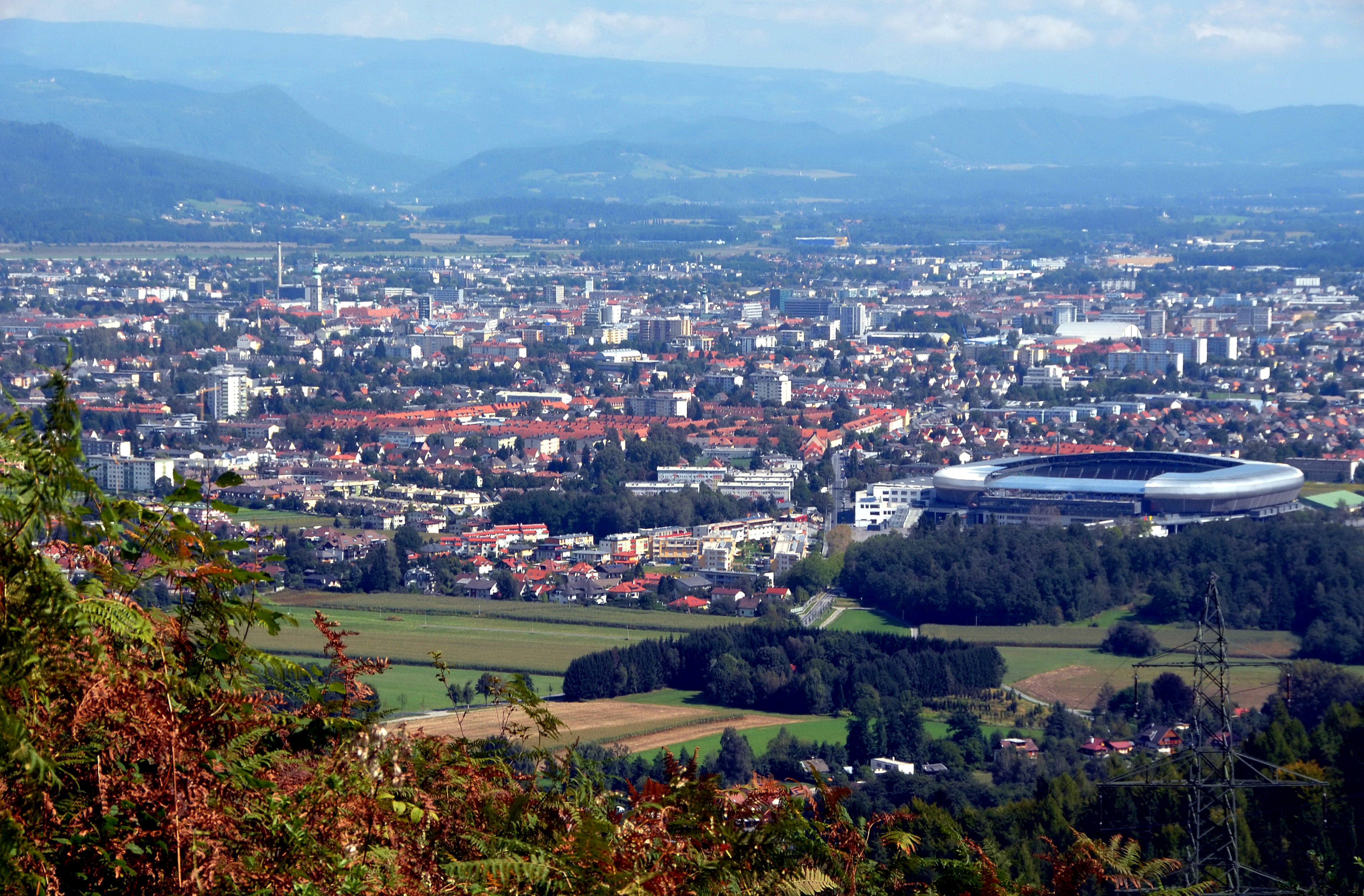
Вигляд на Клаґенфурт із гори Шроттбауер.

У 1959 році семикласник Петер Гандке вимушено змінив місце навчання. У католицькій школі-інтернаті панувала сувора дисципліна, день починався з обов'язкового богослужіння, було багато заборон. Петера застали на читанні забороненої книжки Ґрема Ґріна. Серед навчального року довелося кинути гімназію й повернутися до Ґріффена, де батьки на той час побудували своє власне житло. Петер вступив у класичну гімназію в Клаґенфурті, що за 35 кілометрів від Ґріффена, й щодня їздив туди-назад автобусом. Того ж таки 1959 року він узяв участь в учнівському літературному конкурсі в Клаґенфурті й здобув нагороду. У газеті Kärntner Volkszeitung опубліковано обидва його твори: «Безіменний» (Der Namenlose) — 13 червня 1959, «А в той час» (In der Zwischenzeit) — 14 листопада 1959 року. В 1961 році Петер Гандке склав випускні іспити з відзнакою, яку, крім нього, мали тільки два однокласники.

### 1961—1965: студентські роки вГраці

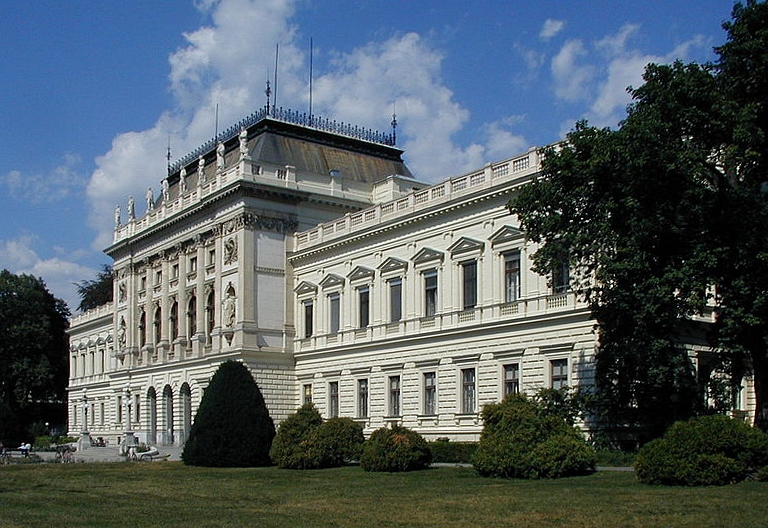
Головний корпус Грацького університету.

У 1961 році Гандке вступив на юридичний факультет Грацького університету імені Карла і Франца. Усі студентські роки він наймав маленьку кімнатку у кварталі Ґрац-Вальтендорф. Вчився без особливого ентузіазму, але успішно. Петер міг оплатити видатки на навчання й проживання завдяки стипендії й грошам від батьків. Крім того, був репетитором грецької мови й підробляв на фірмі, що пересилала товари транспортом. Працював у пакувальній кімнаті, яку освітлювали люмінесцентними лампами, через що псувався зір. Довелося носити окуляри з темними скельцями, які згодом стали прикметною рисою молодого письменника на його публічних виступах.
За час навчання у Петера Гандке склалися уподобання, які вплинули на його життя і творчість. Він часто ходив у кіно, а згодом не тільки писав сценарії і режисерував, але й виступав як доповідач і член журі на кінофестивалях. Ще одне хобі — рок-музика. Петер був завзятий користувач музичних автоматів у кафе, великий любитель «Beatles», «Rolling Stones» та інших груп того часу. У пізніших книжках Гандке відчуваються ремінісценції текстів пісень цих музикантів.
З 1963 року літературна діяльність Гандке набирає чіткішої форми. Він познайомився з Альфредом Гольцінґером, який очолював відділ літератури і літературних вікторин Грацького радіо. Там пішли в ефір перші короткі художні твори Гандке, який для цього радіо писав також оглядові статті на різні теми, зокрема про Джеймса Бонда, «Бітлз», футбол, мультфільми і поп-музику. Гандке розглядав різні масові явища і викладав свої думки в новій формі, пристосованій до теми.

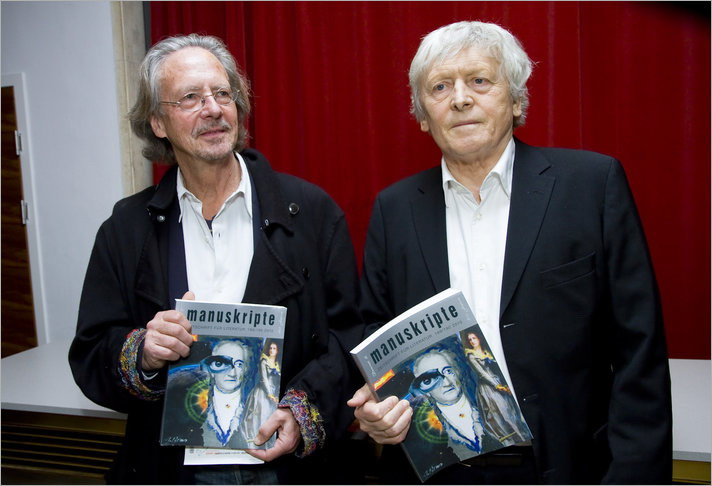
Петер Гандке і Альфред Коллеріч. Фото з нагоди 50-ліття журналу «manuskripte». 2010 рік.

Частиною цих радіопередач були численні огляди книжок. Того ж таки року він зустрів Альфреда Коллеріча, відповідального редактора літературного журналу manuskripte («манускрипти»), у якому 1964 року опубліковано ранні твори Гандке. Заприятелював також із письменником Петером Понґрацом, вступивши в 1963 році до грацької літературної спілки Forum Stadtpark («Форум Штадтпарк»). Був також член літературної спілки Grazer Gruppe («Грацьке угруповання»), до якої належали, зокрема, Ельфріде Єлінек і Барбара Фрішмут. 21 січня 1964 року там уперше зачитали твори Гандке.
У липні й серпні 1964 року Гандке, відпочиваючи зі своїм шкільним приятелем на острові Крк, написав велику частину свого першого роману «Шершні». Восени того ж року надіслав машинопис Клаґенфуртському радіо, а в січні 1965 року переробив цей твір. Після того, як видавництво Luchterhand («Люхтерганд») відмовилося прийняти «Шершнів», влітку 1965 року видавництво Suhrkamp («Зуркамп») взяло їх до друку. Незабаром після цього Гандке не пішов на третій державний іспит. Покинув університет, щоб присвятити себе літературній діяльності.

### 1966: прорив
Навесні 1966 року, ще перед тим як вийшли у світ «Шершні», Гандке, який тоді носив зачіску в стилі «Бітлз», привернув до себе увагу, ефектно виступивши на засіданні «Групи-47» у Принстоні. Після кількагодинних читань він, знудившись виступами маститих колег, у довгій уїдливій промові звинуватив авторів у «імпотенції опису». Не оминув і літературної критики — «такої самої безглуздої, як ця література». У цій промові Гандке порушив ще одне табу, узвичаєне на засіданнях «Групи-47», — розпочав суперечку на літературні теми. У членів групи було неписане правило, що темою дискусії завжди має бути конкретний текст, а не література як така. У магнітофонному записі цього виступу чути перешіптування, сміх і репліки слухачів. Гандке прикро зачепив кількох своїх колег, у тому числі Ґюнтера Ґрасса (як виявилося з їхніх пізніших коментарів), та інші учасники зустрічі прихильно сприйняли промову й згодом повторювали її тези — трохи відредаговані й пом'якшені. Молодий письменник різко виступив проти вершків літератури, і його виступ став дискусійною темою оглядових статей.
1966 року відбулася прем'єра п'єси Гандке «Наруга над публікою». Режисер Клаус Пайманн і досі підтримує з Гандке як товариські, так і творчі зв'язки. Театральні критики відзначили цей провокаційний, новаторський твір, завдяки якому Гандке підтвердив свою репутацію фр. enfant terrible — «жахливої дитини». Цього ж року в театрі «Обергаузен» під керівництвом Ґюнтера Бюха поставлено п'єси Гандке — «Пророцтво» (1964) і «Самообмова» (1965), і на них були добрі відгуки критиків. Ось так за кілька місяців Петер Гандке став своєрідною поп-зіркою німецькомовної літературної сцени.
У 1966 році Петерова подруга й майбутня дружина, актриса Лібґарт Шварц дістала запрошення працювати в дюссельдорфському театрі Forum Freies Theater («Форум фраєс театер»), й у серпні цього року молода пара переїхала до Дюссельдорфа.

### 1967—1970: Дюссельдорф, Париж, Кронберґ

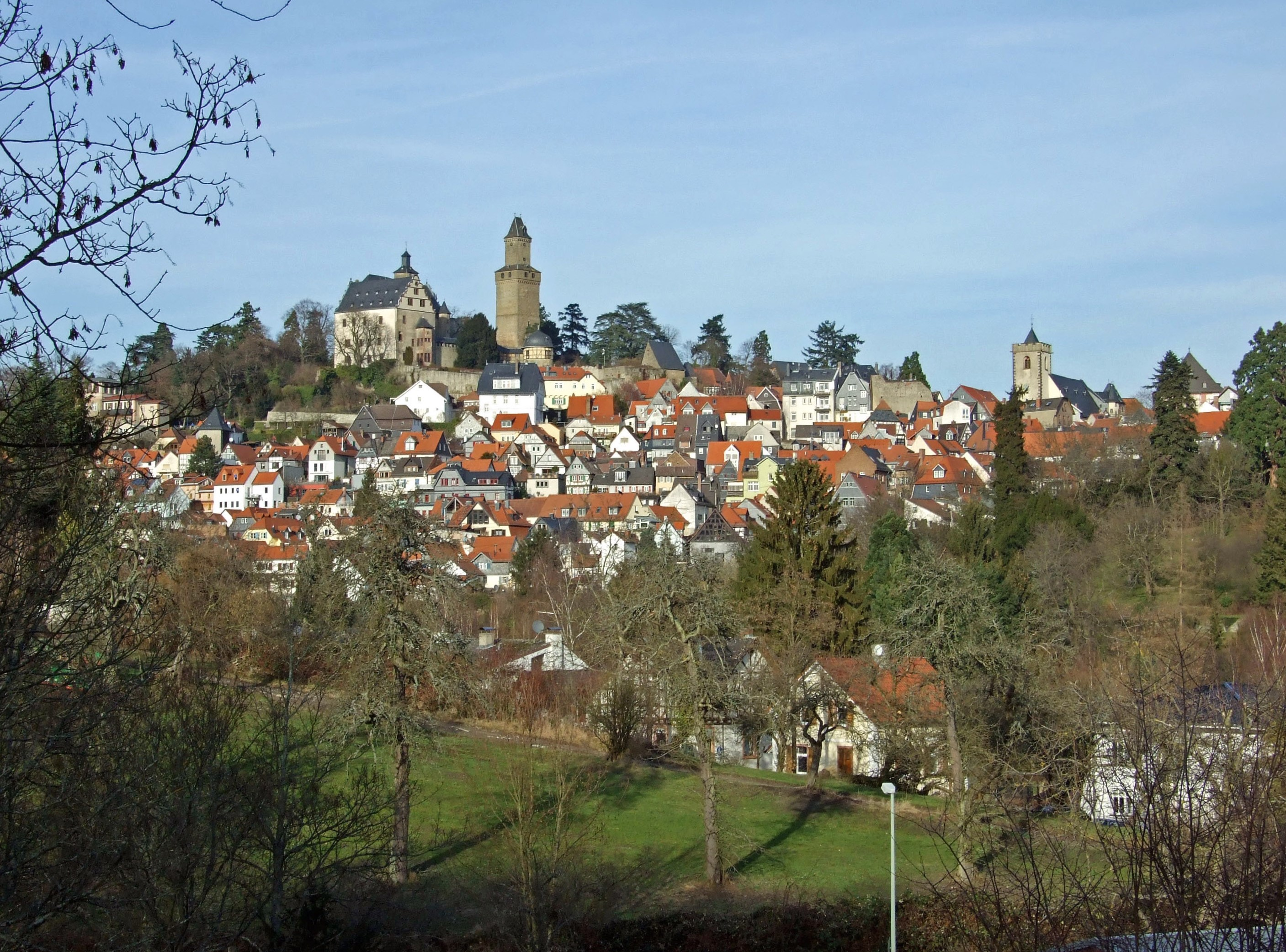
Кронберґ. Старе місто.

У Дюссельдорфі Гандке жив до 1968 року. У 1967-му він опублікував роман «Вуличний торговець» і одружився з Лібґарт Шварц. Тоді ж, прочитавши твір Томаса Бернгарда Verstörung («Розгубленість») й будучи під великим впливом цього автора, Гандке відгукнувся статтею «Як я читав „Розгубленість“ Томаса Бернгарда». Згодом між цими двома австрійськими письменниками склалися взаємно неприязні стосунки. 11 травня 1968-го відбулася прем'єра вистави Петера Гандке «Каспар» у Франкфурті-на-Майні (режисер Клаус Пайманн) і в Обергаузені (режисер Ґюнтер Бюх).
У 1968 році подружжя Гандке переїхало до Берліна. 20 квітня 1969 у них народилася дочка Аміна, і це означало цілковиту зміну способу життя Петера. «Він усвідомив, що опинився в пастці у себе вдома; носячи вночі на руках дитину, що плакала, накручував багатогодинні кола в помешканні й думав, уже визбутий уяви, про те, що надовго опинився поза життям» («Дитячі оповідки», 1981). Багато років по тому батько сказав, що ця дитина була для нього дуже важливим досвідом любові. 1969 року Гандке став одним із засновників театрального видавництва Verlag der Autoren («Видавництво авторів») у Франкфурті-на-Майні. У 1970 році родина ненадовго переїхала до Парижа. Восени цього ж року Петер Гандке придбав будинок на краю лісу, в околиці Кронберґа, що в Німеччині. На той час шлюб уже розпадався (остаточно розлучення оформлено 1994 року у Відні). У наступні роки Петер і Лібґарт почергово брали дочку до себе на виховання.

### 1971—1978: роки в Парижі
Уночі проти 20 листопада 1971 року Петерова мати Марія Гандке покінчила з собою після довгих років депресії. Цей трагічний випадок згодом описано в оповіданні «Без бажання немає щастя» (1972), яке екранізували 1974 року. У липні 1971-го Петер Гандке разом із дружиною Лібґарт і дочкою Аміною відвідав свою матір в останній раз. Після цього візиту він вирушив у поїздку до США разом із Лібґарт і письменником Альфредом Коллерічем. 1972 року вийшов друком твір Петера Гандке «Короткий лист на довге розставання», у якому йдеться про події під час поїздки до США. У листопаді 1973 року він оселився з дочкою Аміною в Парижі, у Порт-д'Отелі, що на бульварі Монморансі, 177. У 1976 році перебрався до Кламара, що на південний захід від Парижа, й проживав там до 1978 року. На початку 1970-х років Петер Гандке одержав нагороди, зокрема Літературну премію Штирії (1972), Шиллерівську премію міста Мангайм і Премію Ґеорґа Бюхнера (обидві в 1973 році). Цього ж року він написав п'єсу «Необачливі вимирають», прем'єра якої відбулася в Цюриху 1974 року. Приблизно в той же час давній друг Петера Гандке, режисер Вім Вендерс, екранізував «Хибний рух» (прем'єра відбулася 1975 року).
Великий успіх був у написаної 1971 року п'єси Гандке «Прогулянка верхи над Бодензее», коли її поставили у Франції 1974 року. Цього ж року в Парижі він познайомився з Жанною Моро.. У 1975 році опубліковано «Годину справжнього почуття», а з 1977 року Петер Гандке почав видавати записки «Вага світу. Щоденник», які виходили до 1990 року. В 1976 році письменник опинився в лікарні через напади тривоги й порушення серцевого ритму. Наступного року екранізовано його твір «Жінка-шульга». Гандке не втрачав зв'язку з батьківщиною, у 1973—1977 роках він член грацького літературного угруповання Grazer Autorinnen Autorenversammlung. У 1978-му його дочка стала проживати разом із матір'ю в Берліні. Тоді ж Гандке здійснив довгу подорож на Алясці (США) і повернувся в Австрію. Це був період його гострої кризи й великої загрози літературній кар'єрі. У листуванні з Германом Ленцом він описав відчай, який відчував, пишучи «Повільне повернення додому», (1979).

### 1979—1987: повернення на батьківщину

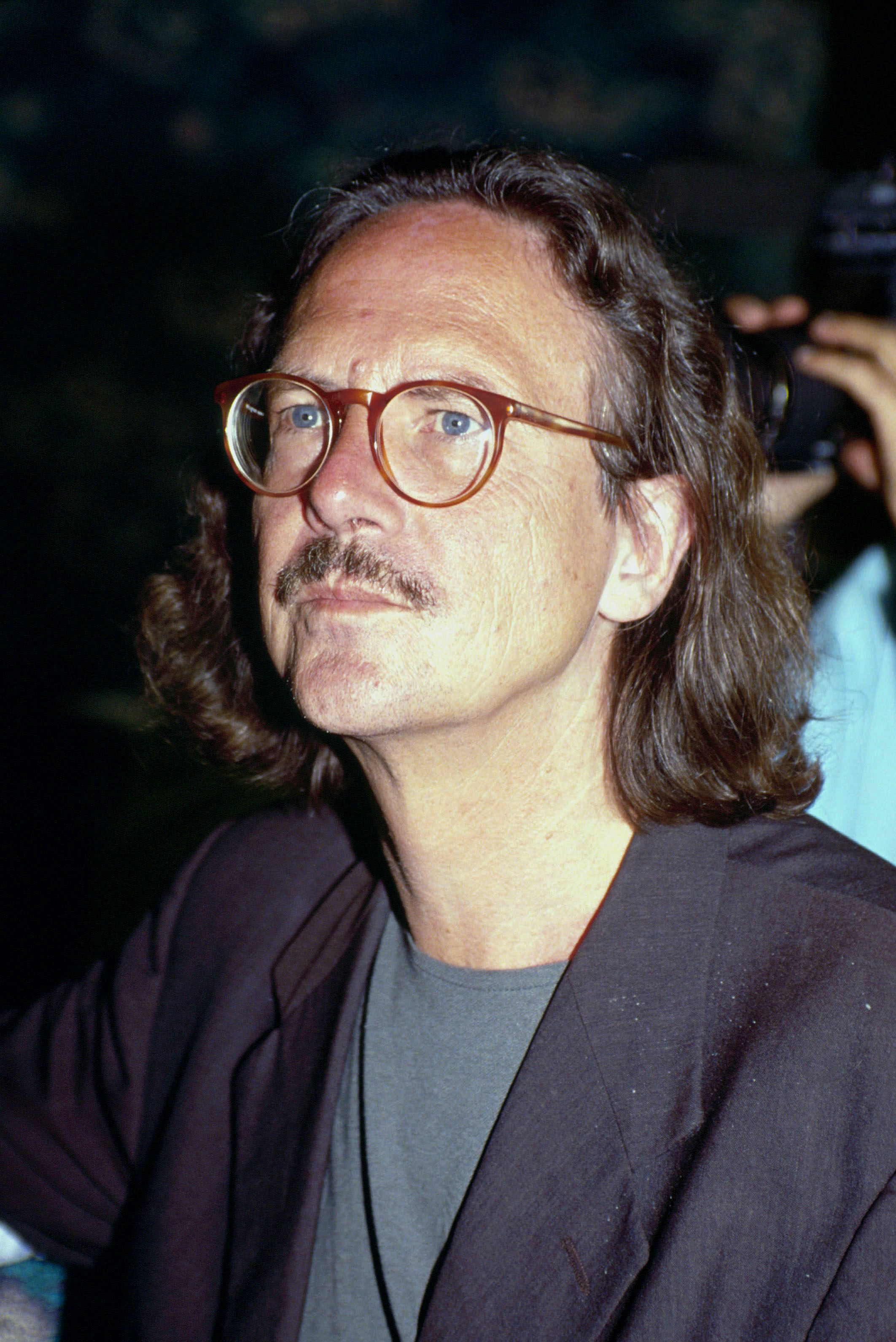
Петер Гандке. 1983 рік.

Після довгого перебування в різних містах Європи Петер Гандке у серпні 1979 року повернувся до Австрії. У Зальцбурзі він оселився у флігелі будинку свого приятеля Ганса Відріха і проживав там до листопада 1987 року. У цей період він вирушав тільки в короткі подорожі. На самому початку проживання в батьківщині стала виходити тетралогія «Повільне повернення додому». Її однойменна перша частина з'явилась у 1979 році й позначила подолання кризи, яку пережив автор 1978 року. Того ж таки 1979 року Петер Гандке дістав премію Франца Кафки як перший її лауреат. Інші три частини «Повільного повернення додому» написано в Зальцбурзі. Твір «Наука святої Вікторії» опубліковано в 1980 році, драматична поема «Про села» (її прем'єра відбулася на фестивалі в Зальцбурзі 1982 року), а також «Дитячі оповідки» з'явились у 1981 році.
На початку 1980-х років Петер Гандке взявся перекладати німецькою мовою переважно маловідомих зарубіжних авторів. З одного боку, не хотів відбирати роботу перекладачам-професіоналам, а з другого — мав на меті ознайомлювати німецькомовних читачів з творчістю цих авторів, передусім словенських, і тим самим популяризувати словенську літературу в німецькомовному світі. Гандке перекладав також із англійської, французької і давньогрецької (Prometheus, gefesselt, Salzburger Festspiele, 1986).
У той час Гандке підтримував стосунки з австрійською актрисою й письменницею Марі Кольбін.
1983 року опубліковано історію вбивства — «Болючий китаєць». У романі-епопеї «Повторення» (1986) описано каринтійських словенців та їхню історію. 1987 року вийшли у світ «Вірші». Тоді ж закінчився зальцбурзький цикл оповіданням «Пополудень письменника». Тоді ж відбулася прем'єра фільму «Небо над Берліном», для якого Гандке написав сценарій. Режисером був Вім Вендерс. Цей фільм відзначено багатьма нагородами на європейському рівні. Провівши у Зальцбурзі вісім років, письменник поїхав у трирічну навколосвітню подорож, коли дочка Аміна закінчила середню школу.

### 1987—1990: у подорожі

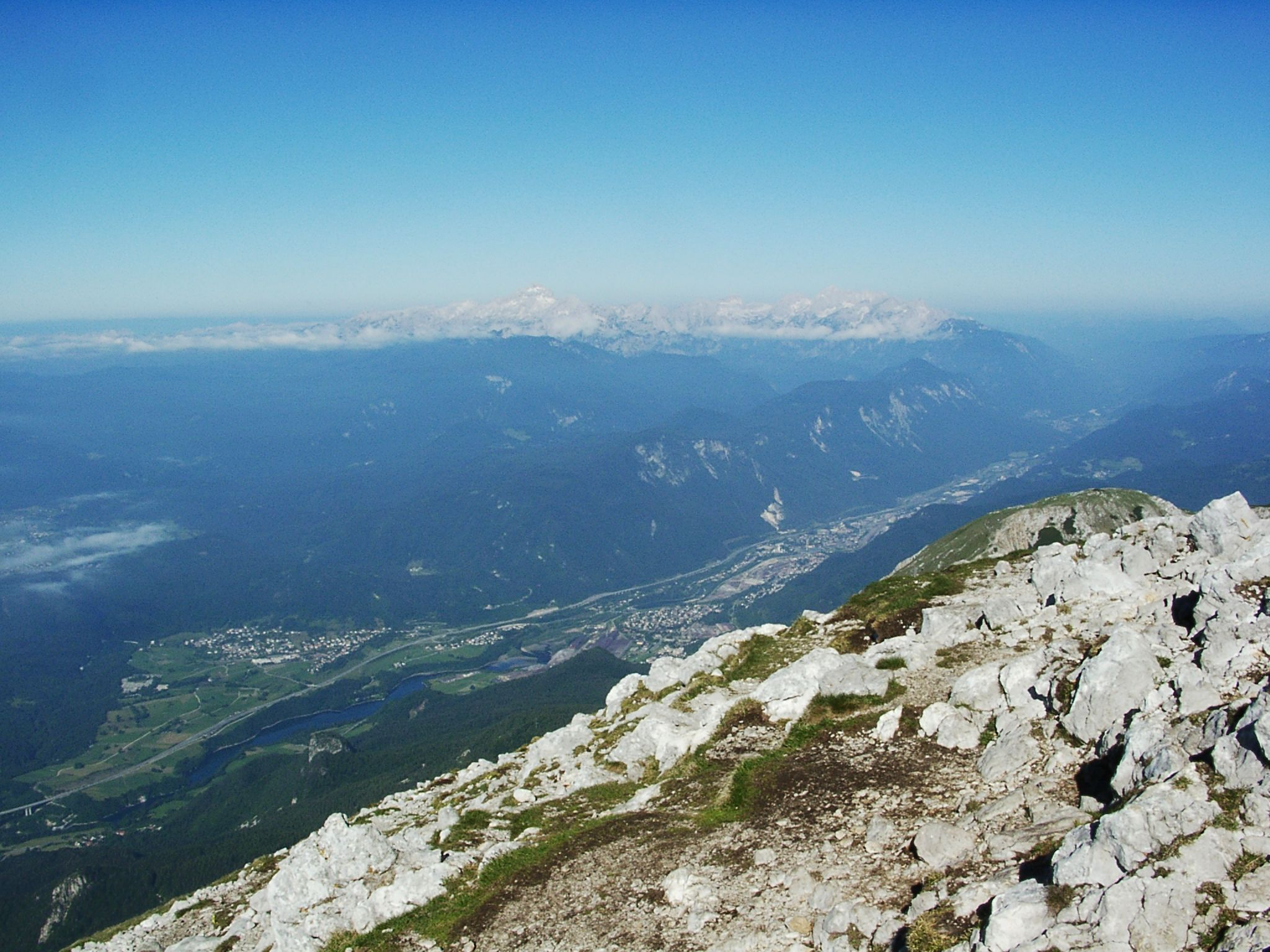
Єсенице. Краєвид із гори Стол.

19 листопада 1987 року Петер Гандке розпочав подорож із міста Єсенице (тепер Словенія). Автобусом і поїздом він добрався до півдня Югославії, Греції, а звідти — до Єгипту. В середині січня 1988-го письменник повернувся до Європи — до Парижа, Берліна й Брюсселя. Побувавши в Японії, він знову повернувся в Європу. Наступні міста в мандрівці — це Анкоридж (Аляска), Лондон, Лісабон, міста Іспанії, зокрема Галісії, та Південної Франції. Наприкінці травня 1988-го Гандке подався до Аквілеї, тоді до Парижа, Красу (Словенія) й до відправної точки подорожі — Єсенице. У цей неспокійний час помер його вітчим Бруно Гандке. До кінця року Гандке встиг побувати в Англії, Франції і коротко в Австрії. Упродовж 1989-го й у 1990-му письменник проживав у Словенії, Італії, Австрії, Німеччині та Франції.
Усі ці роки Гандке вів дорожні записки, а 2005 року опублікував їх під назвою «Подорожуючи вчора. Записки з листопада 1987 по липень 1990». Вони тісно пов'язані з такими творами, як «Вага світу. Щоденник» (1975—1977), «Історія олівця» (1976—1980), «Фантазії повторення» (1981—1982) і «Вранці край вікна в кам'яній стіні. І в інший місцевий час» (1982—1987).

### 1990— донині
Влітку 1990 року Петер Гандке купив будинок у Шавілі — містечку на північний захід від Парижа, де живе й досі. Невдовзі після новосілля він познайомився, а відтак і швидко зблизився з французькою актрисою Софі Семен — дочкою паризького фабриканта, що походив із Лотарингії. 24 серпня 1991 року народилася Леокадія, дочка Петера і Софі. На початку серпня 1994 року у Відні Гандке розлучився зі своєю першою дружиною Лібґарт Шварц, а восени 1995 року одружився з Софі Семен.
Шавілль став третім з ліку житлом Гандке в районі Парижа. Неподалік, у Кламарі, письменник мешкав у 1977 і 1978 роках зі своєю старшою дочкою Аміною, яка згодом студіювала живопис і дизайн у галузі мас-медіа.
В цьому будинку сфільмовано частину кінострічки «Відсутність» (1992), в якій головні ролі зіграли Бруно Ґанц, Софі Семен, Еустакіо Бархау і Жанна Моро. Інше місце фільмування — Піренеї, на північ від Барселони. До 1996 року вийшли «Ще раз для Фукідіда» (1990), переклад Шекспірової «Зимової казки» (1991), «Есей про музичний автомат» (1990), «Есей про щасливий день. Мрія про зимовий день» (1991), п'єса «Година, коли ми нічого не знаємо одне про одного» (1992), прем'єра якої відбулася того ж року у Віденському міському театрі (режисер Клаус Пайманн), «Мистецтво питати» (1994), «Мій рік на безлюдній бухті. Казка з нових часів» (1994). З 2001 по 2006 рік подругою життя Петера Гандке була актриса Катя Флінт. Тепер він підтримує зв'язок із актрисою Марі Кольбен.
2008 року журі Німецької книжкової премії поставило твір Гандке «Моравська ніч» на перше місце у списку з двадцяти назв книжок — претендентів на найкращий німецькомовний роман. У листі до голови Асоціації німецької книжкової торгівлі Гандке подякував за таку честь, але попросив номінувати когось із молодих письменників.

## Нобелівська премія
10 жовтня 2019 року в Стокгольмі Шведська академія оголосила про присудження Нобелівської премії з літератури 2019 року Петерові Гандке «за впливові праці, написані вишуканою мовою, у яких розвідано крайні межі та особливості переживань людини» . Сума винагороди становила дев'ять мільйонів шведських крон і на той час відповідала близько 831 000 євро.
7 грудня 2019 року Гандке прочитав нобелівську лекцію. Церемонія нагородження з врученням сертифіката і медалі відбулася 10 грудня в Стокгольмському концертному залі. Водночас біля цього залу виступило з протестом близько 400 осіб.

## Тематика і стиль
У ранній творчості Гандке центральне місце посідає мова. Автор сприймає дійсність через призму мови й відображає сприйняте засобами мови («Внутрішній світ зовнішнього світу внутрішнього світу», 1969). Спроби класичного способу оповіді характерні творам «Страх воротаря перед пенальті» (1970) і «Короткий лист на довге розставання» (1972) — наслідок протиставлення таким авторам, як Карл Філіп Моріц, Ґотфрід Келлер і Адальберт Штіфтер.
Наприкінці 1970-х років у творі «Повільне повернення додому» (1979) Гандке застосовує високий стиль мови з міфологізованими метафорами, щоб відобразити свій процес самопізнання. У романі «Мій рік на безлюдній бухті. Казка з нових часів» (1994), Гандке вперше для самого себе охоплює автобіографічну тему й розвиває мотиви існування письменника. В одній із останніх робіт — «Втрата образів, або Через країну Сьєрра-де-Ґредос» (2002), він піддав критиці зловживання художніми засобами в ЗМІ.

## Петер Гандке і Вім Вендерс

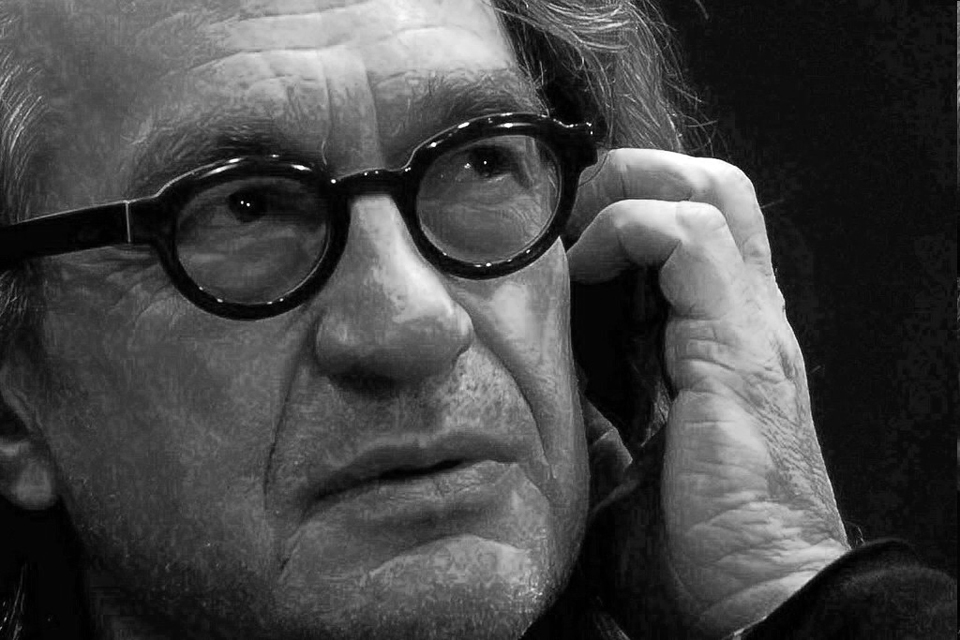
Вім Вендерс. 2008 рік.

З Вімом Вендерсом Петера Гандке пов'язують дружба і спільна робота ще з 1966 року. Цей німецький режисер познайомився з Петером, ще студентом, після інсценізації його п'єси «Наруга над публікою» в театрі «Обергаузен». В обох митців багато спільних рис характеру й естетичних уподобань. Передусім їх об'єднує схильність до інтенсивного, подеколи екзистенційного зображення краєвидів і пейзажів, яким уділяється не менша увага, ніж словам і вчинкам дійових осіб. З 1969 по 1986 рік вони разом працювали над реалізацією трьох кінофільмів. У прийнятті важливих життєвих рішень на Вендерса впливало читання творів Гандке.

## Сербія і суперечності

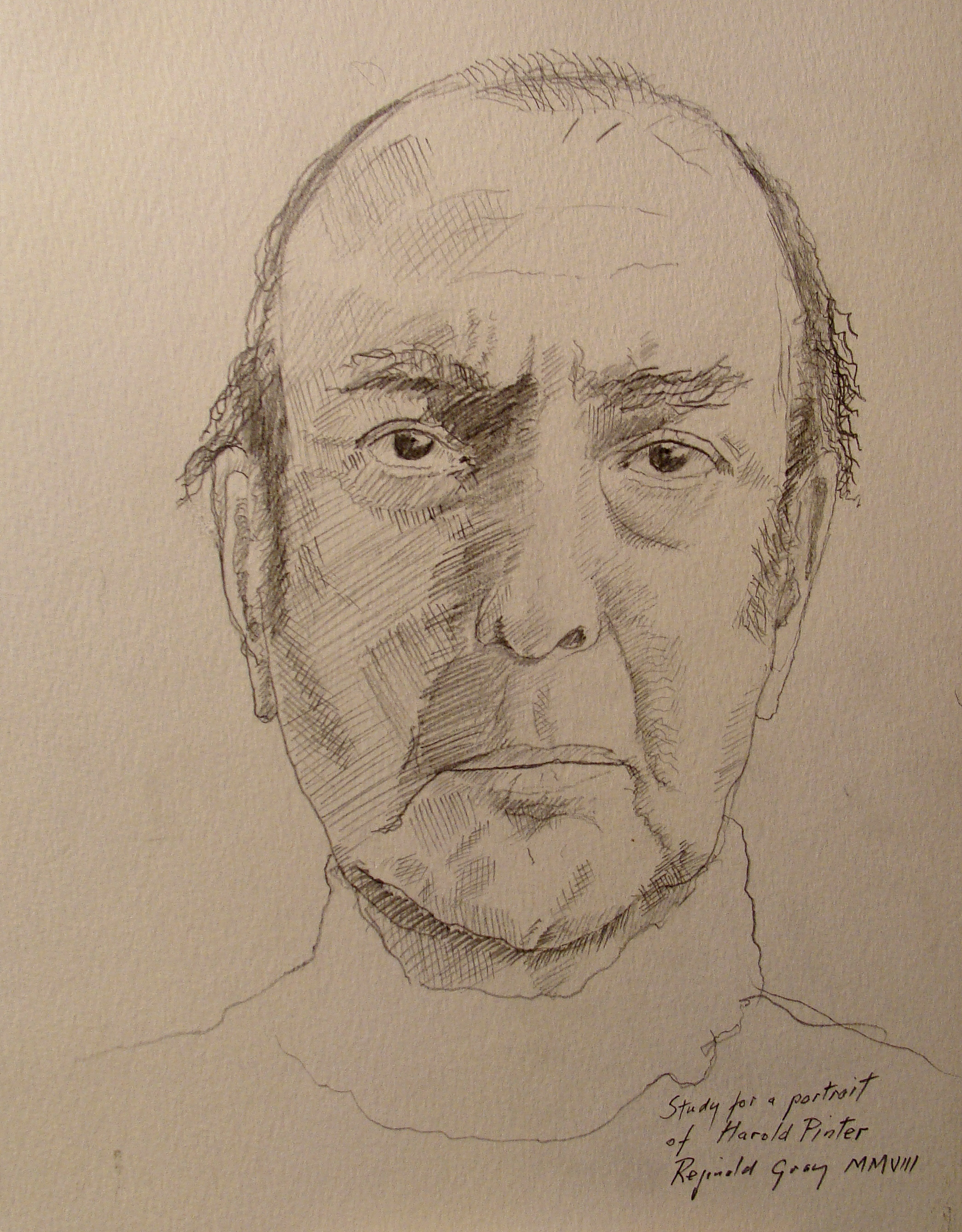
Портрет Гарольда Пінтера роботи Реджинальда Ґрея. 2008 рік.

1996 року, після опублікування дорожніх нотаток Гандке під назвою «Зимова подорож до Дунаю, Сави, Морави й Дріни, або Справедливість для Сербії», у мас-медіа почалися запеклі суперечки, які тривають донині. Критики закидали авторові применшення воєнних злочинів, що їх скоїли серби, а Гандке попросту послуговувався іншою лексикою й зображав події інакше, ніж це загалом робила більшість журналістів. У березні 2004 року Петер Гандке підписав звернення, яке канадець Роберт Діксон написав від імені художників на захист Слободана Мілошевича. До підписантів належав також майбутній лауреат Нобелівської премії Гарольд Пінтер. Того самого року Гандке відвідав Мілошевича у в'язниці в Гаазі. 2005 року письменник відповів відмовою на прохання захищати як свідок колишнього президента Югославії на Міжнародному трибуналі для судового переслідування осіб, відповідальних за серйозні порушення міжнародного гуманітарного права, здійснені на території колишньої Югославії з 1991 року. Натомість невдовзі опублікував есей під назвою «Таблас-де-Дайм'єль», який має підзаголовок «Кривосвідчення на процесі проти Слободана Мілошевича». 18 березня 2006 року на похороні Мілошевича Гандке виступив з промовою, і це викликало нову хвилю суперечок. У зв'язку з цією промовою скасовано інсценізацію письменникової п'єси «Гра в запитання, або Подорож до звучної країни» в паризькому театрі «Комеді франсез», і на те були як схвальні, так і осудливі відгуки. 2 червня 2006 року через політичну дискусію, що спалахнула, Петер Гандке відмовився від премії Генріха Гейне (Дюссельдорф), грошовий еквівалент якої становив 50 000 євро.
У червні 2006 року артисти театру «Берлінер ансамбль» почали акцію «Берлінська премія Генріха Гейне», в якій назвали поведінку міської влади Дюссельдорфа «нападом на свободу творчості» й закликали зібрати для Гандке гроші — відповідник премії, яку він відхилив. Ініціаторами були, зокрема, Кете Райхель, Рольф Бекер, Дітріх Кіттнер, Арно Кленне, Моніка і Отто Келер, Екарт Шпоо, Інґрід і Ґергард Цверенц, Клаус Пайманн. 22 червня 2006 Гандке подякував за старання, однак відхилив таку ініціативу й попросив пожертвувати зібране на матеріальну допомогу сербським селам у Косові. 21 лютого 2007 року з нагоди прем'єри його п'єси Гандке «Сліди заблукальців» авторові вручили суму премії — 50 000 євро, однак він відмовився від цих грошей на користь сербського анклаву в Косові. Вибір випав на село Велика Хоча, населене переважно сербами, голова якого — Деян Бальошевич — прийняв цю пожертву від Петера Гандке напередодні Великодня у 2007 році,.
У січні 2008 року Гандке заявив: якби він сам народився сербом, то був би сербським націоналістом і проголосував би за заступника голови Сербської радикальної партії Томислава Николича,. 22 лютого 2008 року письменник дав невеликий коментар французькій газеті «Le Figaro», у якому вкотре вже вказав на спільну історію народів Югославії у зв'язку з перемогою над нацизмом і назвав західні країни «крутіями».
У 2014 році Петера Гандке нагородили Міжнародною премією імені Ібсена, і це викликало численні протести. Рішення журі про присудження премії Петерові Гандке засудив ПЕН-клуб Норвегії. Бернт Гаґтвет, норвезький фахівець у питаннях тоталітаризму, назвав це рішення «безпрецедентним скандалом» і констатував, що «нагородження Гандке премією Ібсена можна порівняти з нагородженням Ґеббельса Премією Іммануїла Канта». Коли Гандке приїхав одержати цю нагороду, назустріч йому вийшла група протестувальників. З другого боку, Йон Фоссе, лауреат Премії Ібсена, схвалив рішення журі, наголосивши, що Гандке вартий такої нагороди й заслужив на Нобелівську премію з літератури.

## Архів
6 грудня 2007 року Петер Гандке продав за 500 000 євро всі свої рукописи та інші матеріали за останні два десятиліття (це названо передчасною спадщиною) Австрійському літературному архіву. Цю фінансову операцію підтримало Федеральне міністерство освіти, культури та мистецтва. Крім того, на початку 2008 року автор надав за невідому суму свої 66 щоденників, написаних з 1966 по 1990 рік, Німецькому літературному архіву в Марбаху.

## Твори
- Die Hornissen — «Шершні», роман, 1966
- Der Jasager und der Neinsager — «Потакайло і Нетакайло», прем'єра 1966, театр «Обергаузен», режисер Ґюнтер Бюх
- Weissagung und Selbstbezichtigung — «Пророцтво» і «Самообмова», прем'єра 1966, театр «Обергаузен», режисер Ґюнтер Бюх
- Publikumsbeschimpfung und andere Sprechstücke — «Наруга над публікою й інші п'єси», прем'єра 1966, театр «Театер ам Турм», режисер Клаус Пайманн
- Begrüßung des Aufsichtsrates — «Зустріч спостережної ради», 1967
- Der Hausierer — «Вуличний торговець», 1967
- Kaspar — «Каспар», 1967, прем'єра 1968, театр «Обергаузен», режисер Ґюнтер Бюх
- Deutsche Gedichte — «Німецькі вірші», 1969
- Die Innenwelt der Außenwelt der Innenwelt — «Внутрішній світ зовнішнього світу внутрішнього світу», 1969
- Prosa, Gedichte, Theaterstücke, Hörspiele, Aufsätze — «Проза, вірші, п'єси, радіоп'єси, статті», 1969
- Das Mündel will Vormund sein — «Підопічний хоче стати опікуном», прем'єра 1969, театр «Театер ам Турм», режисер Клаус Пайманн
- Die Angst des Tormanns beim Elfmeter (Erzählung) — «Страх воротаря перед пенальті», оповідання, 1970, екранізація Віма Вендерса, ORF, WDR, 1972
- Geschichten aus dem Wienerwald — «Казки Віденського лісу» (переказ за Еденом фон Горватом), 1970
- Wind und Meer. Vier Hörspiele — «Вітер і море. Чотири радіоп'єси», 1970
- Chronik der laufenden Ereignisse — «Хроніка поточних подій», 1971
- Der Ritt über den Bodensee — «Прогулянка верхи над Бодензее», 1971
- Der kurze Brief zum langen Abschied — «Короткий лист на довге розставання», 1972
- Ich bin ein Bewohner des Elfenbeinturms — «Я мешканець вежі зі слонової кістки», 1972
- Stücke 1 — «П'єси, 1», 1972
- Wunschloses Unglück — «Без бажання немає щастя», 1972
- Die Unvernünftigen sterben aus — «Необачливі вимирають», 1973. Цюрих, театр «Театер ам Ноймаркт», режисер Горст Цанкль, 1974
- Stücke 2 — «П'єси, 2», 1973
- Als das Wünschen noch geholfen hat. Gedichte, Aufsätze, Texte, Fotos — «Як бажання ще допомогло. Вірші, статті, тексти, фото», 1974
- Der Rand der Wörter. Erzählungen, Gedichte, Stücke — «Грань слів. Оповідання, вірші, п'єси», 1975
- Die Stunde der wahren Empfindung — «Година справжнього почуття», 1975
- Falsche Bewegung — «Хибний рух», 1975, екранізовано 1975
- Die linkshändige Frau — «Жінка-шульга», 1976, екранізовано 1977
- Das Ende des Flanierens. Gedichte — «Кінець прогулянок. Вірші», 1977
- Das Gewicht der Welt. Ein Journal — «Вага світу. Щоденник», 1977
- Langsame Heimkehr — «Повільне повернення додому», 1979
- Die Lehre der Sainte-Victoire — «Наука святої Вікторії», 1980
- Über die Dörfer — «По селах», 1981
- Kindergeschichte — «Дитячі оповідки», 1981
- Die Geschichte des Bleistifts — «Історія олівця», 1982
- Der Chinese des Schmerzes — «Болючий китаєць», 1983
- Phantasien der Wiederholung — «Фантазії повторення», 1983
- Die Wiederholung — «Повторення», 1986
- Gedicht an die Dauer — «Оповідь про тривалість», 1986
- Der Himmel über Berlin — «Небо над Берліном», разом із Вімом Вендерсом, 1987
- Die Abwesenheit. Ein Märchen — «Відсутність. Казка», 1987, екранізовано, режисер — автор, 1992
- Gedichte — «Вірші», 1987
- Nachmittag eines Schriftstellers — «Пополудень письменника», 1987
- Das Spiel vom Fragen oder Die Reise zum sonoren Land — «Гра в запитання, або Подорож до звучної країни», 1989
- Versuch über die Müdigkeit — «Есей про втому», 1989
- Noch einmal für Thukydides — «Ще раз для Фукідіда», 1990
- Versuch über die Jukebox — «Есей про музичний автомат», 1990
- Abschied des Träumers vom Neunten Land — «Прощання мрійника з Дев'ятою Країною», 1991
- Versuch über den geglückten Tag. Ein Wintertagtraum — «Есей про щасливий день. Мрія про зимовий день», 1991
- Die Stunde, da wir nichts voneinander wußten. Ein Schauspiel — «Година, коли ми нічого не знаємо одне про одного. П'єса», 1992. Прем'єра у віденському театрі «Бурґтеатер», режисер Клаус Пайманн, 1992
- Die Theaterstücke — «П'єси», 1992
- Drei Versuche. Versuch über die Müdigkeit. Versuch über die Jukebox. Versuch über den geglückten Tag — «Три есеї. Есей про втому. Есей про музичний автомат. Есей про щасливий день», 1992
- Langsam im Schatten. Gesammelte Verzettelungen 1980—1992 — «Помалу в тіні. Зібране, 1980—1992», 1992
- Die Kunst des Fragens — «Мистецтво питати», 1994
- Mein Jahr in der Niemandsbucht. Ein Märchen aus den neuen Zeiten — «Мій рік на безлюдній бухті. Казка з нових часів», 1994
- Eine winterliche Reise zu den Flüssen Donau, Save, Morawa und Drina oder Gerechtigkeit für Serbien — «Зимова подорож до Дунаю, Сави, Морави й Дріни, або Справедливість для Сербії», 1996
- Sommerlicher Nachtrag zu einer winterlichen Reise — «Літнє доповнення до зимової подорожі», 1996
- Zurüstungen für die Unsterblichkeit. Königsdrama — «Приготування до безсмертя. Королівська драма». Прем'єра у віденському театрі «Бурґтеатер», режисер Клаус Пайманн, 1997
- In einer dunklen Nacht ging ich aus meinem stillen Haus — «Одної темної ночі вийшов я з моєї тихої оселі», 1997
- Am Felsfenster morgens. Und andere Ortszeiten 1982—1987 — «Вранці край вікна в кам'яній стіні. І в інший місцевий час», 1998
- Ein Wortland. Eine Reise durch Kärnten, Slowenien, Friaul, Istrien und Dalmatien — «Країна слів. Мандрівка в Каринтії, Словенії, Фріулі, Істрії та Далматії», разом із Лізль Понґер, 1998
- Die Fahrt im Einbaum oder Das Stück zum Film vom Krieg — «Мандрівка в довбанці, або Штука для фільму про війну», 1999, Прем'єра у віденському театрі «Бурґтеатер»
- Lucie im Wald mit den Dingsda. Mit 11 Skizzen des Autors — «Люсі у лісі з Дінґсдою. З 11 нарисами автора», 1999
- Unter Tränen fragend. Nachträgliche Aufzeichnungen von zwei Jugoslawien-Durchquerungen im Krieg, März und April 1999 — «Розпитування крізь сльози. Додаткова хроніка про два переїзди Югославією під час війни, в березні й квітні 1999 року», 2000
- Der Bildverlust oder Durch die Sierra de Gredos — «Втрата образів, або Через країну Сьєрра-де-Ґредос», 2002
- Mündliches und Schriftliches. Zu Büchern, Bildern und Filmen 1992—2000 — «Усне і письмове. До книжок, картин і фільмів, 1992—2000», 2002
- Rund um das Große Tribunal — «Навколо Великого трибуналу», 2003
- Untertagblues. Ein Stationendrama — «Підземний блюз. Станційна драма», 2003
- Warum eine Küche? — «Чому кухня?» (франц./нім.), 2003
- Don Juan (erzählt von ihm selbst) — «Дон Жуан (з власних уст)», 2004
- Die Tablas von Daimiel — «Таблас-де-Дайм'єль», 2005
- Gestern unterwegs. Aufzeichnungen November 1987 bis Juli 1990 — «Подорожуючи вчора. Записки з листопада 1987 по липень 1990», 2005
- Spuren der Verirrten — «Сліди заблукальців». BE Прем'єра у віденському театрі «Бурґтеатер», режисер Клаус Пайманн, 2007
- Kali. Eine Vorwintergeschichte — «Калі. Оповіді пізньої осени», 2007
- Leben ohne Poesie. Gedichte — «Жити без поезії. Вірші», 2007
- Meine Ortstafeln. Meine Zeittafeln. Essays 1967—2007 — «Моя географічна таблиця. Моя хронологічна таблиця. Есеї, 1967—2007», 2007
- Die morawische Nacht — «Моравська ніч». Оповідання, 2008
- Bis daß der Tag euch scheidet oder Eine Frage des Lichts — «Аж поки день вас розлучить, або Питання світла», Lesung in Salzburg 2008
- Die Kuckucke von Velika Hoča — «Зозуля з Великої Хочі», 2009
- Ein Jahr aus der Nacht gesprochen, Jung und Jung, Salzburg 2010, 216 S., ISBN 978-3-902497-80-2 — «Рік про ніч сказав»
- Immer noch Sturm. Suhrkamp, Berlin 2010, ISBN 978-3-518-42131-4 — «І досі буря»
- Der große Fall. Suhrkamp, Berlin 2011, ISBN 978-3-518-42218-2 — «Велике падіння»
- Die Geschichte des Dragoljub Milanović, Jung u. Jung, Salzburg 2011, ISBN 978-3-902497-93-2 — «Оповідь про Драголюба Мілановича»
- Die schönen Tage von Aranjuez. Ein Sommerdialog. Suhrkamp, Berlin 2012, ISBN 978-3-518-42311-0.[33] — «Гарні дні в Аранхуесі»
- Versuch über den Stillen Ort. Suhrkamp, Berlin 2012, ISBN 978-3-518-42317-2 — «Есей про тихе місце»
- Versuch über den Pilznarren. Eine Geschichte für sich. Suhrkamp, Berlin 2013, ISBN 978-3-518-42383-7 — «Есей про грибного дурня. Історія для себе»
- Die Unschuldigen, ich und die Unbekannte am Rand der Landstraße. Ein Schauspiel in vier Jahreszeiten. Suhrkamp, Berlin 2015, ISBN 978-3-518-42472-8 — «Невинні — я і невідомці — на узбіччі путівця. П'єса на чотири пори року»
- Tage und Werke. Begleitschreiben. Suhrkamp, Berlin 2015, ISBN 978-3-518-42492-6 — «Дні і праці. Супровідні записки»
- Notizbuch — 31. August 1978 — 18. Oktober 1978. Insel Verlag, Berlin 2015 (= Insel-Bücherei Nr. 1367), ISBN 978-3-458-19367-8 — «Записник. 31 серпня 1978 — 18 жовтня 1978»
- Vor der Baumschattenwand nachts. Zeichen und Anflüge von der Peripherie 2007—2015. Jung und Jung, Salzburg / Wien 2016, ISBN 978-3-99027-083-7 — «Вночі перед тінню дерева на стіні. Пориви й імпульси периферії»
- Die Obstdiebin — oder — Einfache Fahrt ins Landesinnere. Suhrkamp, Berlin 2017, ISBN 978-3-518-42757-6 — «Крадійка сиру. Звичайна поїздка углиб країни»
- Das zweite Schwert — Eine Maigeschichte. Suhrkamp, Berlin 2020, ISBN 978-3-518-42936-5 — «Другий меч — травнева оповідь»
- Zdeněk Adamec: Eine Szene. Suhrkamp, Berlin 2020, ISBN 978-3-518-42920-4 — «Зденєк Адамец: Сцена»
- Poesiealbum 352. Märkischer Verlag Wilhelmshorst 2020 — «Альбом поезій — 352»
- Mein Tag im anderen Land: eine Dämonengeschichte, Suhrkamp, Berlin 2021, ISBN 978-3-518-22524-0 — «Мій день в іншій країні: оповідь про демонів»

## Переклади
Гандке перекладав таких авторів, як Адоніс, Дімітрі T. Аналіс, Бруно Беян, Емманюель Бов, Рене Шар, Жан Жене, Жорж-Артур Ґольдшмідт, Жульєн Ґрін, Марґеріт Дюрас, Патрік Модіано, Франсіс Понж (з французької);
Персі Вокер, Вільям Шекспір (з англійської);
Евріпід, Есхіл, Софокл (з давньогрецької);
Ґустав Януш, Флор'ян Ліпуш (зі словенської);
Владислав Петкович-Діс (з сербської).
- Adonis / Analis, Dimitri T.: Unter dem Licht der Zeit (Briefwechsel), mit einem Nachwort von Peter Handke. Salzburg: Jung und Jung 2001
- Aischylos: Der gefesselte Prometheus, UA Salzburger Festspiele (Felsenreitschule) 1986 Frankfurt am Main: Suhrkamp 1986. [darin: Anmerkung des Übersetzers, S. 70-71]
- Analis, Dimitri T.:
  - Land für sich. Gedichte, Salzburg/Wien: Residenz 1999
  - Präludium zur neuen Kälte der Welt. Gedichte. Mit einem Nachwort von Peter Handke. Mit Zeichnungen von Walter Pichler. Salzburg/Wien: Jung und Jung 2012
- Bayen, Bruno:
  - Bleiben die Reisen, Salzburg/Wien: Residenz 1997
  - Die Verärgerten, Roman. Salzburg: Residenz 2000
- Bove, Emmanuel:
  - Meine Freunde, Frankfurt am Main: Suhrkamp 1981. [darin: Anmerkung, S. 207—209]
  - Armand, Frankfurt am Main: Suhrkamp 1982
  - Bécon-les-Bruyères: eine Vorstadt, Frankfurt am Main: Suhrkamp 1984. [darin: Nachbemerkung, S. 79-82]
- Char, René:
  - Rückkehr stromauf. Gedichte 1964—1975, 1984 (= Edition Akzente. Hg. v. Michael Krüger). München/Wien: Hanser 1984
  - Die Nachbarschaften Van Goghs, München: Renner 1990
- Duras, Marguerite : Die Krankheit Tod, München: Fischer 1985
- Euripides: Helena, UA Burgtheater Wien, 2010, Berlin: Insel Verlag 2010, ISBN 978-3-458-17488-2
- Genet, Jean (mit Peter Krumme): Splendid's / Sie: Zwei Stücke, Frankfurt am Main: Verlag der Autoren 1994
- Goldschmidt, Georges-Arthur:
  - Der Spiegeltag, Roman, Frankfurt am Main: Suhrkamp 1982
  - Die Absonderung. Erzählung. Mit einem Vorwort von Peter Handke. Zürich: Ammann 1991
  - Der unterbrochene Wald. Erzählung, Zürich: Ammann 1992
- Green, Julien:
  - Der andere Schlaf, München: Hanser 1988, ISBN 978-3-423-13671-6
- Januš, Gustav:
  - Gedichte 1962—1983, Frankfurt am Main: Suhrkamp 1983
  - Wenn ich das Wort überschreite, Gedichte. Salzburg/Wien: Residenz 1988
  - Mitten im Satz, Gedichte, Salzburg/Wien: Residenz 1991
  - Der Kreis ist jetzt mein Fenster, Salzburg/Wien: Residenz 1998
  - Wort, verwandelt in Farben. Gesammelte Gedichte, 1962—2009, Hg. v. Fabjan Hafner. Klagenfurt: Mohorjeva-Hermagoras 2009
- Lipuš, Florjan (mit Helga Mračnikar): Der Zögling Tjaž, Salzburg: Residenz 1981. [darin: Anmerkung, S. 246—248]
- Modiano, Patrick:
  - Eine Jugend, Frankfurt am Main: Suhrkamp 1985
  - Die kleine Bijou, Roman. München: Hanser 2003
- Percy, Walker:
  - Der Kinogeher, Frankfurt am Main: Suhrkamp 1980. [darin: Anmerkung, S. 213—214]
  - Der Idiot des Südens, Frankfurt am Main: Suhrkamp 1985
- Petković Dis, Vladislav: Vielleicht schläft sie. Mit Žarko Radaković. In: Schreibheft. Zeitschrift für Literatur 82 (2014), S. 3-4
- Ponge, Francis:
  - Notizbuch vom Kiefernwald und La Mounine, Frankfurt am Main: Suhrkamp 1982
  - Kleine Suite des Vivarais, Salzburg/Wien: Residenz 1988. [darin: Kleine Nachbemerkung, S. 37-40]
- Shakespeare, William: Das Wintermärchen, Frankfurt am Main: Suhrkamp 1991
- Sophokles: Ödipus auf Kolonos, UA Burgtheater Wien 2003, Frankfurt am Main: Suhrkamp 2003

## Фільмографія

### Режисура і сценарії
- Drei amerikanische LPs, 1969 (разом із Вімом Вендерсом) — «Три американські лонґплеї»
- Chronik der laufenden Ereignisse, 1971 — «Хроніка поточних подій»
- Die linkshändige Frau, 1977 — «Жінка-шульга»
- Das Mal des Todes, 1986, Виробництво: ORF (телеканал, Австрія) — «Ознака смерті»
- Die Abwesenheit. Ein Märchen, 1992 — «Відсутність. Казка»

### Сценарії
- Die Angst des Tormanns beim Elfmeter, 1970, режисер: Вім Вендерс, виробництво: Westdeutscher Rundfunk Köln — «Страх воротаря перед пенальті»
- Falsche Bewegung, 1975, режисер: Вім Вендерс, Виробництво: Westdeutscher Rundfunk Köln — «Хибний рух»
- Der Himmel über Berlin, 1987, Сценарій написано спільно з режисером Вімом Вендерсом — «Небо над Берліном»

## Звукові носії
- Hörspiel, Deutsche Grammophon und Luchterhand Verlag 2574 005, 1973 — «Радіоспектакль»
- Wunschloses Unglück — Eine Auswahl des Autors gelesen von Bruno Ganz, Deutsche Grammophon Literatur 2570 014, 1978 — «Байдуже нещастя»
- Die Innenwelt der Außenwelt der Innenwelt — Eine Auswahl, gelesen vom Autor, Deutsche Grammophon Literatur — «Внутрішній світ зовнішнього світу внутрішнього світу». Уривки, читає автор
- Gestern unterwegs — Eine Auswahl, gelesen vom Autor; ca. 300 Minuten, Hoffmann & Campe, 2006 — «Подорожуючи вчора». Уривки, читає автор. Загальна тривалість — близько 300 хвилин
- Gehen im Herzland (DLF 2009, Regie: Leonhard Koppelmann)

## Листування
- Peter Handke / Nicolas Born: Die Hand auf dem Brief. Briefwechsel 1974—1979, in: Schreibheft. Zeitschrift für Literatur, Nr. 65, Oktober 2005, S. 3-34 — «Рука на листі. Листування у 1974—1979»
- Peter Handke / Hermann Lenz: Berichterstatter des Tages. Briefwechsel. Insel Verlag, Frankfurt am Main 2006, 459 S., ISBN 978-3-458-17335-9 — «Доповідач дня. Листування»
- Peter Handke / Alfred Kolleritsch: Schönheit ist die erste Bürgerpflicht. Briefwechsel. Jung und Jung, Salzburg/Wien 2008, 294 S., ISBN 978-3-902497-38-3 — «Краса — перший громадянський обов'язок. Листування»
- Peter Handke / Siegfried Unseld: Der Briefwechsel. Suhrkamp Verlag, Berlin 2012, 798 S., ISBN 978-3-518-42339-4 — «Листування»

## Інтерв'ю
- Drei Gespräche mit Peter Handke (1971—1972—1978), in: André Müller: Entblössungen, Wilhelm Goldmann Verlag, München 1979. ISBN 3-442-03887-1[34] — «Три розмови з Петером Гандке» (1971—1972—1978)
- Aber ich lebe nur von den Zwischenräumen. Ein Gespräch mit Peter Handke, geführt von Herbert Gramper. Zürich 1987 — «Але я живу тільки в проміжках».
- André Müller im Gespräch mit Peter Handke. Weitra 1993 — «Андре Мюллер у розмові з Петером Гандке»
- Janko Ferk / Michael Maier (Journalist): Die Geographie des Menschen. Wien 1993 — «Географія людей»
- Herlinde Koelbl: Peter Handke in: Im Schreiben zu Haus  −  Wie Schriftsteller zu Werke gehen  −  Fotografien und Gespräche, Knesebeck Verlag, München 1998, ISBN 3-89660-041-9; S.10-15 — «Петер Гандке» в книжці «Як письменники ходять на роботу. Фотографії і розмови»
- Peter Handke / Heinz-Norbert Jocks: Über die Freiheit des Unterwegsseins. Ein Gespräch mit Peter Handke, Basler Zeitung, 25. September 2004, S.14-17nbsp;— «Про свободу мандрів. Розмова з Петером Гандке»
- Peter Handke / Peter Hamm: Es leben die Illusionen. Gespräche in Chaville und anderswo. Wallstein Verlag, Göttingen 2006, 184 S., ISBN 978-3-8353-0040-8 — «Хай живуть ілюзії. Розмови в Шавіллі й деінде»
- Peter Handke: … und machte mich auf, meinen Namen zu suchen…. Peter Handke im Gespräch mit Michael Kerbler. Klagenfurt 2007, 68 S., ISBN 978-3-85129-543-6 — «…і налаштовуйте мене шукати моє ім'я…»; Петер Гандке в розмові з Міхаелем Керблером
- Gero von Boehm: Peter Handke. 17. April 2008. Interview in: Begegnungen. Menschenbilder aus drei Jahrzehnten. Collection Rolf Heyne, München 2012, ISBN 978-3-89910-443-1, S.585-591 — «Петер Гандке. 17 квітня 2008»
- Peter Handke / Thomas Oberender: Nebeneingang oder Haupteingang? Gespräche über 50 Jahre Schreiben fürs Theater, Suhrkamp Spectaculum, Berlin 2014. ISBN 978-3-518-42437-7 — «Бічний чи головний вхід? Розмови про 50 років писання для театру»

## Документальні фільми
- Der schwermütige Spieler. Der Schriftsteller Peter Handke. Dokumentarfilm, Deutschland, 2002, 90 Min., Buch und Regie: Peter Hamm, Produktion: Schwenk Film, SWR, ARTE, Inhaltsangabe [Архівовано 13 травня 2021 у Wayback Machine.] von schwenkfilm.de. — «Сумовитий гравець. Письменник Петер Гандке»
- Gero von Boehm begegnet Peter Handke. Gespräch, Deutschland, 2008, 45 Min., Produktion: interscience film, 3sat, Erstsendung: 26.05.2008, Inhaltsangabe [Архівовано 4 березня 2016 у Wayback Machine.] von interscience — «Ґеро фон Бем зустрічає Петера Гандке»
- Volker Panzer trifft Peter Handke. Gespräch, Deutschland, 2008, 63 Min., Produktion: ZDF nachtstudio, Erstsendung: 10.03.2008 — «Фолькер Панцер зустрічає Петера Гандке»
- Griffen. Auf den Spuren von Peter Handke. Dokumentarfilm, Österreich, 2012, 78 Min., Buch und Regie: Bernd Liepold-Mosser — «Ґріффен. Слідами Петера Гандке»
- Peter Handke. Bin im Wald, kann sein, dass ich mich verspäte … Dokumentarfilm, Deutschland, 2016, 89:10 Min., Buch und Regie: Corinna Belz, Produktion: zero one film, SWR, Kinostart: 10.11.2016, Erstausstrahlung: 7.12.2017 bei SWR, Inhaltsangabe [Архівовано 11 жовтня 2019 у Wayback Machine.] von SWR, Filmseite [Архівовано 18 грудня 2018 у Wayback Machine.] — «Петер Гандке. Ми ж не в глухому лісі, сподіваюся»

## Переклади українською
- «Жінка-лівша». «Всесвіт», 1980, № 2
- «Жінка-шульга». «Короткий лист перед довгим прощанням». «Без бажання немає щастя». Повісті. — К.: Юніверс, 1999. — 253 с. — (Австрійська література XX сторіччя). — ISBN 966-7305-20-1. Переклали, відповідно: Олекса Логвиненко, Ігор Андрущенко і Олександр Плевако
- «Каспар» (п'єса), переклав Ігор Андрущенко. 1999 року її інсценізував київський академічний театр «Колесо»
- «Скандал з публікою» (п'єса), переклав Іван Мегела. Її інсценізував київський академічний театр «Колесо»
- «Як п'яте колесо до воза», оповідання. В антології «Австрійська читанка». Серія «Антологія австрійської літератури XX ст.». Переклав Володимир Кам'янець. — К.: Літопис, — 2005, ISBN 966-7007-31-6
- «Наруга над публікою» (післямова — Х. Назаркевич). — Львів: б.в., б.р. — 32 с. ББК Ш 6(4АВС)62-4. Львівський національний університет імені Івана Франка, факультет іноземних мов, 2007 рік. Переклали студенти четвертого курсу Христина Алтухова, Любомир Бораковський, Галина Василишин, Ольга Долішня, Анастасія Злобіна, Мар'яна Мисак, Марта Пастух, Олена Петрів, Оксана Смеречинська і Оксана Стойчук. Керівник — доцент факультету іноземних мов Христина Назаркевич. 27 квітня 2007 року цю п'єсу в українському перекладі інсценізовано в глядацькій залі Студентського клубу Львівського університету[35].
- «Новий досвід» (вірші зі збірки «Внутрішній світ зовнішнього світу внутрішнього світу»), Інтернет-часопис prostory, 2011. Переклав Василь Лозинський
- «Пісня дитинства», сайт AZN, 07.12, переклав Дмитро Очеретін [Архівовано 30 жовтня 2019 у Wayback Machine.]